# ورنر فرایسه
ورنر فرایسه (زاده ۳۰ مارس ۱۹۴۶ - درگذشته ۲۸ سپتامبر ۲۰۱۶) بازیکن فوتبال آلمانی بود که در پست دروازه‌بان بازی می‌کرد، او سابقه حضور در جام جهانی ۱۹۷۴ به میزبانی آلمان غربی را دارد. این بازیکن عضو تیم ملی آلمان شرقی بود اما به عنوان بازیکن ذخیره، فرصت بازی برای تیمش را بدست نیاورد. او برای باشگاه لوکوموتیو لایپزیگ بازی می‌کرد.